# Залишковий холестерин

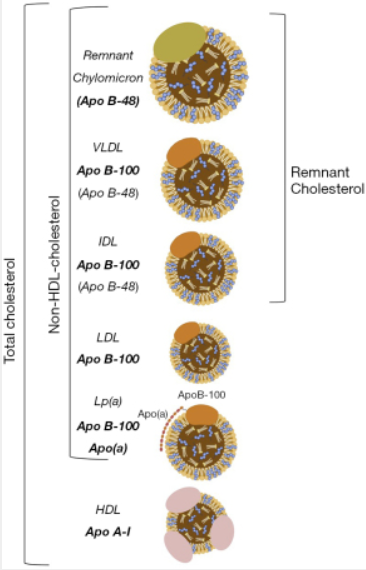
Залишковий холестерин складається в основному із залишків ЛПДНЩ, ЛППЩ та хіломікронів.

Залишковий (ремнантний) холестерин, також відомий як  залишковий ліпопротеїн і холестерин ліпопротеїнів багатих на тригліцериди, є атерогенним ліпопротеїном, що складається переважно з ліпопротеїнів дуже низької щільності (ЛПДНЩ) і ліпопротеїнів проміжної щільності (ЛППЩ) із залишками хіломікронів. Підвищений рівень залишкового холестерину пов'язаний із підвищеним ризиком атеросклеротичних серцево-судинних захворювань та інсульту.

## Визначення
Залишковий холестерин — це вміст холестерину в багатих на тригліцериди ліпопротеїнах, які складаються з ЛПДНЩ та ЛППЩ із залишками хіломікронів. Кожна залишкова частинка містить приблизно в 40 разів більше холестерину, ніж ЛПНЩ.
Залишковий холестерин відповідає всьому холестерину, якого немає в ліпопротеїнах високої щільності (ХС-ЛПВЩ) і ліпопротеїнах низької щільності (ХС-ЛПНЩ). Він розраховується як загальний холестерин за вирахуванням ХС-ЛПВЩ та ХС-ЛПНЩ.

## Вплив на здоров'я
Підвищений рівень залишкового холестерину пов’язаний із підвищеним ризиком атеросклеротичних серцево-судинних захворювань, хронічного запалення, інфаркту міокарда та інсульту. Залишковий холестерин особливо прогностичний для ішемічної хвороби серця у пацієнтів з нормальним загальним холестерином.
Високий рівень залишкового холестерину в плазмі крові пов’язаний із підвищенням рівня тригліцеридів у плазмі. Гіпертригліцеридемія характерна для високого залишкового холестерину в плазмі, але люди з високим рівнем тригліцеридів у плазмі без високого залишкового холестерину рідко мають ішемічну хворобу серця.
Залишковий холестерин приблизно вдвічі більше асоціюється з ішемічною хворобою серця, ніж холестерин ЛПНЩ. Хоча залишковий холестерин, як правило, вищий у людей із надмірною вагою (з високим індексом маси тіла), люди з нормальною вагою та високим рівнем залишкового холестерину, як правило, мають вищий ризик інфаркту міокарда.

## Зниження залишкового холестерину
Було показано, що вупанорсен, інгібітор ANGPTL3, знижує залишковий холестерин до 59%.